# Chemin de fer transcontinental au Canada
Ne doit pas être confondu avec Chemin de fer National Transcontinental.
La construction du chemin de fer transcontinental au Canada au XIXe siècle a des dimensions politiques, économiques et sociales sur la société canadienne.
Le chemin de fer du Canadien Pacifique, reliant Montréal à la Colombie-Britannique, est construit de 1881 à 1885.

## Dimension politique

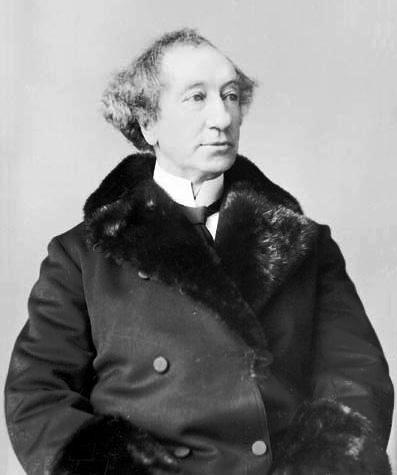
John Alexander Macdonald, Premier ministre du Canada de 1867 à 1873.

« Pour bien démontrer  notre détermination, la première chose à faire, c’est de construire le chemin de fer. »
Citation de John A. Macdonald, 1870
Au courant des années 1860, l’idée d’une union fédérale se développe de plus en plus à travers l'Amérique du Nord britannique afin de résoudre de graves problèmes politiques et économiques.  Lors des conférences politiques importantes (telles celles de Charlottetown et de Québec en 1864), plusieurs questions sont traités afin d’élaborer ce qui deviendra éventuellement la Confédération canadienne le 1er juillet 1867. L’une d’elles est la construction d’un chemin de fer reliant toutes les colonies. En effet, lors de la Conférence de Québec, les représentants du Nouveau-Brunswick et de la Nouvelle-Écosse identifient la nécessité de construire un chemin de fer intercolonial. Ces deux colonies en feront même une condition essentielle pour rejoindre la fédération. Le chemin de fer sera également un élément-clé pour que la Colombie-Britannique et l’Île-du-Prince-Édouard s’intègrent plus tard au Canada, en 1871 et 1873 respectivement. Le chemin de fer est donc un élément stratégique incontournable dans les discussions politiques. Le nationalisme économique représente également une autre dimension politique du chemin de fer canadien. En effet, les décideurs canadiens de l’époque, notamment George-Étienne Cartier, voyaient la nécessité de développer une union fédérale et un réseau ferroviaire plus important pour faire face à l’expansion du réseau américain qui menaçait les intérêts canadiens.

## Impact économique

### Transport
Le chemin de fer est directement lié au développement économique du Canada dans les dernières décennies du XIXe siècle. Avec l’augmentation de la population, le nombre de villes et villages s’élève également et il devient nécessaire de relier ces établissements, initialement par des routes, mais éventuellement par des chemins de fer. Ces moyens de transport offrent des alternatives au transport maritime qui a ses limites géographiques mais qui demeure toutefois utile pour assurer le transport de marchandises plus imposantes.  Les chemins de fer servent d’abord à acheminer plus directement (et donc plus rapidement) des marchandises entre les rivières et le fleuve. Avec le développement du commerce intérieure, il deviendra nécessaire de créer un réseau de transport ouvert 12 mois par année et ayant accès à un port de mer également accessible en tout temps. Le Port de Montréal est pris par les glaces plusieurs mois durant l’année et ne remplit donc pas ce critère. Ce sera l’objectif du Grand Tronc, la première grande ligne ferroviaire, reliant d’abord Sarnia à Rivière-du-Loup, puis Portland dans le Maine, aux États-Unis. De 1850 à 1860, le nombre de kilomètres de voies ferrées passe d’à peine une centaine à plus de 3 500 km, dont 925 au Québec.  

### Marché intérieur

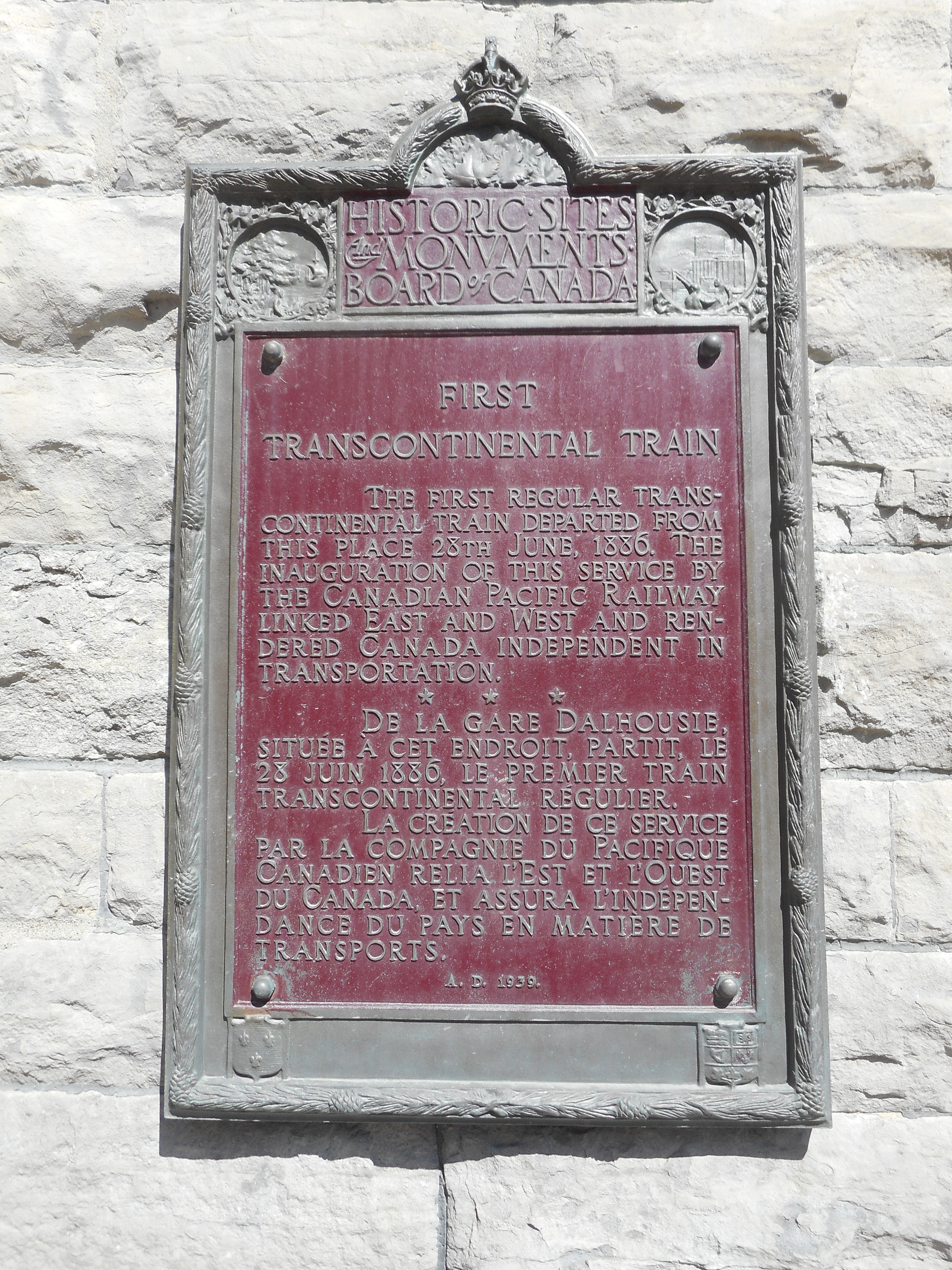
« De la gare Dalhousie, partit le 28 juin 1886, le premier train transcontinental régulier. »

Le développement du chemin de fer au Canada est également nécessaire pour faire face à la concurrence économique américaine. En reliant le réseau à Halifax, en Nouvelle-Écosse, le marché canadien obtient son propre port maritime accessible en tout temps. Le chemin de fer au XIXe siècle servira aussi au plan de relance de l’économie. Frappé par la crise économique mondiale de 1873-1879, le gouvernement fédéral décide de créer un plan de relance, la Politique nationale. Ce plan comporte trois volets : la hausse des droits de douane, l’encouragement de l’immigration vers l’Ouest, et la construction du chemin de fer Canadien Pacifique, un réseau transcontinental. Le chemin de fer permettrait alors de créer de l’emploi, de distribuer des marchandises et de faciliter le déplacement des populations. Malgré sa contribution au succès économique du pays, le développement du chemin de fer ne se fait pas sans difficultés. Il est finalement peu rentable pour le secteur privé, le nombre de passagers n’est pas assez important et la construction du réseau à travers le pays entraîne du gaspillage énorme et draine les finances publiques.

## Impact social

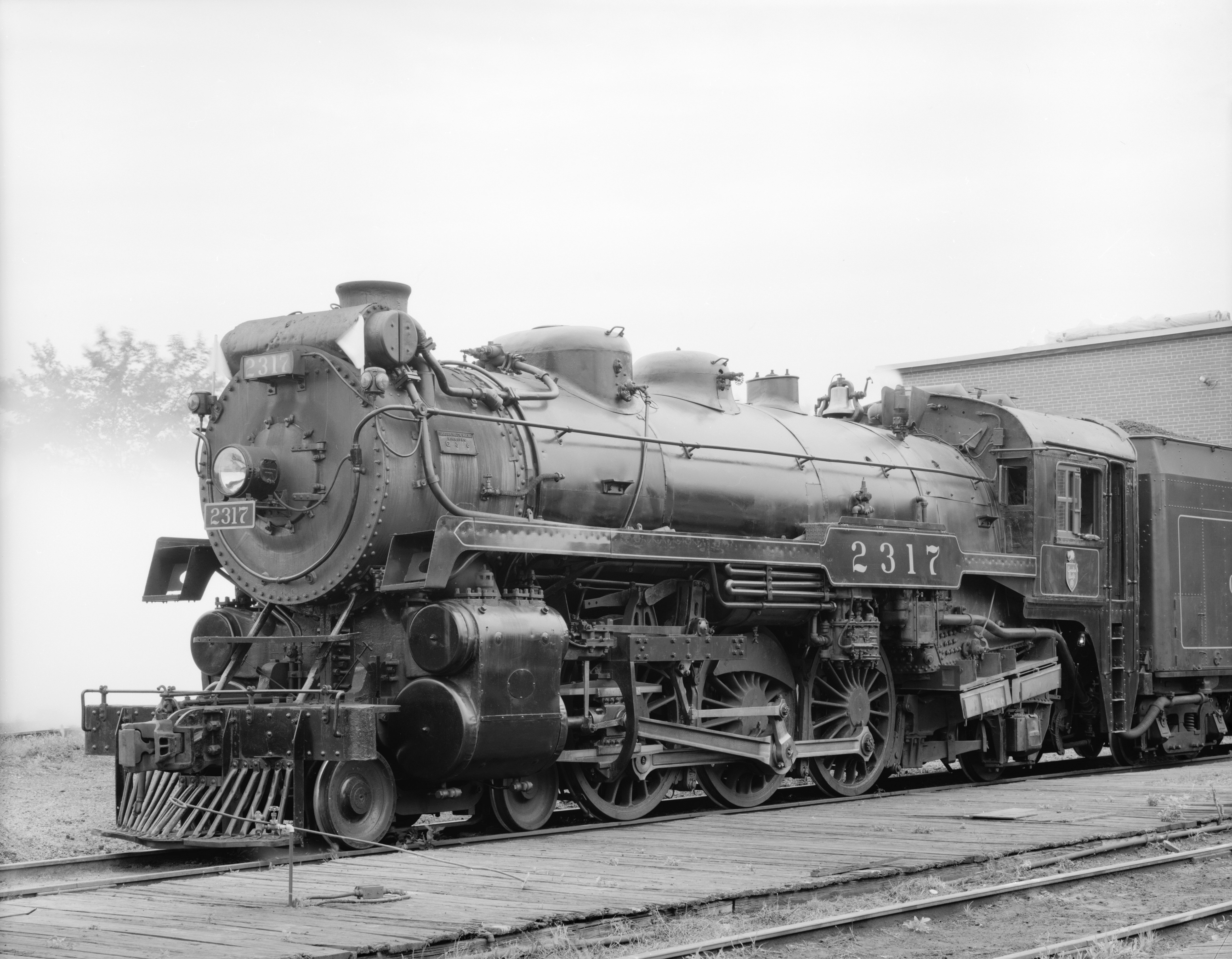
Train du Canadien Pacifique

Le chemin de fer au XIXe siècle joue également un rôle social non négligeable. D’abord, il permet de relier les villes et les villages du pays, facilitant la communication entre les centres urbains, mais également le déplacement des populations. Au Québec, les voies ferrées visent à rendre accessibles les régions éloignées  (Laurentides, Saguenay–Lac-Saint-Jean, Gaspésie) pour inciter les gens à les habiter et à les développer. Ensuite, le chemin de fer sera un élément incontournable de l’expansion territoriale du Canada après 1867.  Le gouvernement souhaite développer les terres de l’Ouest pour offrir aux immigrants la possibilité de s’y installer, créer un plus grand marché pour le développement économique du pays, et empêcher les États-Unis de les occuper et de les annexer.
Le chemin de fer du Canadien Pacifique, reliant Montréal à la Colombie-Britannique, est construit de 1881 à 1885. Le gouvernement y investit des sommes colossales pour soutenir son développement et des milliers d’employés, notamment des ouvriers chinois, participent à sa réalisation remplie de dangers et de défis logistiques.  La construction du chemin de fer permet alors l’ouverture aux terres de l’Ouest à des centaines de milliers d’immigrants provenant d’Europe qui viendront s’y établir, notamment pour la production agricole (blé et bétail).   Les résultats de cette politique d’immigration, dans le cadre de la Politique nationale du gouvernement de Macdonald, seront toutefois modestes jusqu’en 1896, davantage immigrants choisissant plutôt de s’établir aux États-Unis.